# Vesicomya atlantica
Vesicomya atlantica är en musselart som först beskrevs av E. A. Smith 1885.  Vesicomya atlantica ingår i släktet Vesicomya och familjen Vesicomyidae. Inga underarter finns listade i Catalogue of Life.